# Henri Boncquet

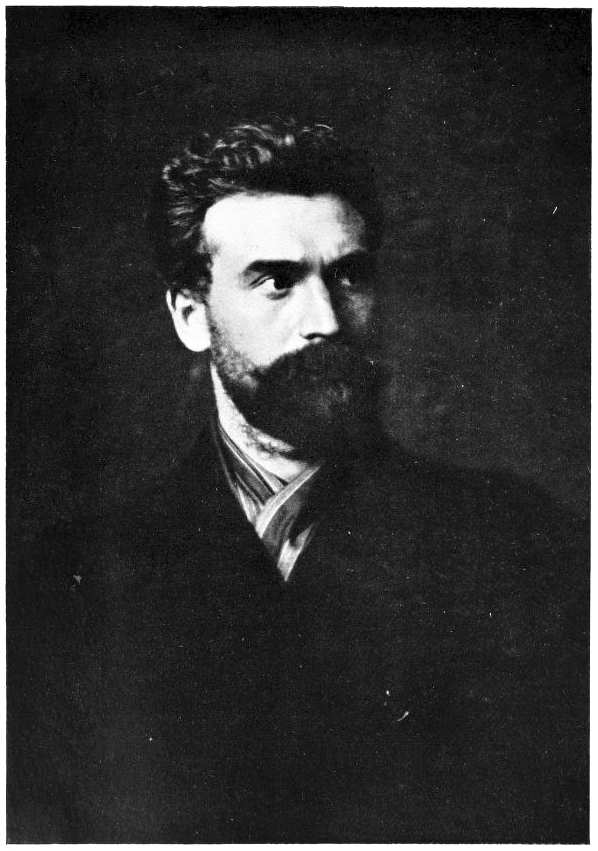
Henri Boncquet (1868-1908)

Henri Boncquet (Ardooie, 7 april 1868 - Brussel, 10 april 1908) was een Belgisch beeldhouwer.

## Leven
Hij werd geboren op 7 april 1868 als jongste zoon in een gezin van negen kinderen in Ardooie, in West-Vlaanderen. Zijn vader, Joannes Boncquet (1812 - 1879) was linnenwever, zijn moeder Coleta Haesebrouck (1821 - 1885) was spinster. Zijn oudste broer, Pieter Boncquet (Kachtem 1850 – Parijs 1884) was eveneens beeldhouwer. Op zeventienjarige leeftijd werd hij wees. Hij werkte aanvankelijk in het kunstatelier van Karel Dupon in Roeselare, waar neogotisch kerkmeubilair werd gemaakt. 's Avonds studeerde hij aan de Kunstacademie in Roeselare, waar hij ingeschreven werd in het academiejaar 1880-1881. 
Later trok hij naar Brussel, waar hij op 19 september 1888 werd ingeschreven aan de Academie voor Schone Kunsten. Hij volgde er les bij Charles Van der Stappen.
Tijdens de eerste jaren had Henri Boncquet het niet breed. Hij werd echter gesteund door Philippe Wolfers (1858 – 1929) die steeds met hem bevriend zou blijven.
Hij nam driemaal deel aan het concours van de Romeprijs in de Koninklijke Academie voor Schone Kunsten van Antwerpen, in 1891, 1894 en 1897. In 1894 haalde hij de tweede prijs met een bas-reliëf getiteld “Aeneas zijn vader Anchises uit het brandende Troje dragende”. In 1898 kocht de gemeente Roeselare dit werk aan en sindsdien bevindt het zich in het gemeentehuis te Roeselare.
In 1897 behaalde hij uiteindelijk de eerste prijs. Dit keer was de opdracht geen bas-reliëf maar een vrijstaand beeld met als thema “Thor, god des donders, worstelt met de groote slang en doodt haar; maar hij zelf zal sterven door het vergif dat het monster op hem spuwt”. Toen bekend werd dat Henri Boncquet de Prijs van Rome had gewonnen, werd hij op 12 oktober 1897 feestelijk ontvangen in Ardooie met een heuse stoet. 
In 1898 trok hij naar Rome. Hij verbleef er in de zogenaamde “Académie belge” op de Piazza Dante, nr. 2, een pand dat door de Belgische regering werd gehuurd ten behoeve van kunstenaars die in Rome verbleven. Toen de regering in oktober 1900 de huur niet hernieuwde, werd hij zonder veel omhaal op straat gezet en vond hij een nieuw onderkomen in de Via Montebello, nr. 2. 
Vanaf juli 1901 verbleef hij opnieuw in België. Hij ging wonen in de Henninstraat nr 72 in Elsene. Hij was lid van de kunstkring "Pour l'Art". Regelmatig kreeg hij opdrachten van de overheid, zoals een buste van geoloog De Koninck voor het Paleis der Academiën, twee beelden voor de arcade van het Jubelpark (de Rechtvaardigheid en de Voorzichtigheid) en een beeld voor het stadhuis van Sint-Gillis (de Nijverheid).
Op 8 april 1908 werd hij geopereerd aan maagkanker en overleed op 10 april 's avonds. Hij ligt begraven op het kerkhof van Elsene. Op zijn zerk werd een beeld geplaatst van Isidore De Rudder.

## Werken
- "De arend" ("L'aigle"), brons, Kruidtuin te Brussel
- "Moederlijke bezorgdheid" ("Sollicitude Maternelle"), marmer, De Meeûssquare te Brussel
- "Het lot" ("Le destin"), brons, Square Léon Jacquet te Elsene.
- “Familie met kind”, marmer, Malkastenpark in Düsseldorf
- “Melancholie”, brons, Broelmuseum in Kortrijk
- “De eenzame” (“Solitaire”), brons, Museum voor Schone Kunsten in Antwerpen; schets, eveneens in brons, in het KMSK Brussel
- “Aeneas zijn vader Anchises uit het brandende Troje dragende”, bas-reliëf, gemeentehuis Roeselare
- “Lusteloosheid” (“Indolence”), marmer, KMSK Brussel
- “Calvarie”, ivoor en zilver, Jubelparkmuseum, Brussel
- “Geoloog Laurent-Guillaume de Koninck”, marmer, Paleis der Academiën
- “Kanunnik Martin Deblander”, brons, Collège Saint-Augustin, Edingen
- “Nijverheid”, gemeentehuis Sint-Gillis; klein bronzen exemplaar in KMSK Brussel
- “Rechtvaardigheid”, brons, triomfboog Jubelpark, Brussel
- Vaas met reliëf, aardewerk, Het Lijsternest, Ingooigem
- “Het recht leidt de mensheid op het pad van het goede”, marmer, Kamer van volksvertegenwoordigers